# کنت، ویلکین، مینه‌سوتا
کنت (به انگلیسی: Kent, Minnesota) یک شهر در ایالات متحده آمریکا است که در شهرستان ویلکین، مینه‌سوتا واقع شده‌است. کنت ۰٫۴۹ کیلومتر مربع مساحت و ۸۱ نفر جمعیت دارد و ۲۸۸ متر بالاتر از سطح دریا واقع شده‌است.